# 水俁病
水俁病（日语：／ Minamata byō */?），為公害病的一種，成因為汞中毒。1956年左右於熊本縣水俁市附近發生，經確認後依地得名。不久，於新潟縣發現的新公害病亦稱為水俁病。其區別為：前者稱熊本水俁病；後者則為第二水俁病或新潟水俁病。
以上兩種水俁病，與痛痛病、四日市哮喘並列為日本四大公害病。

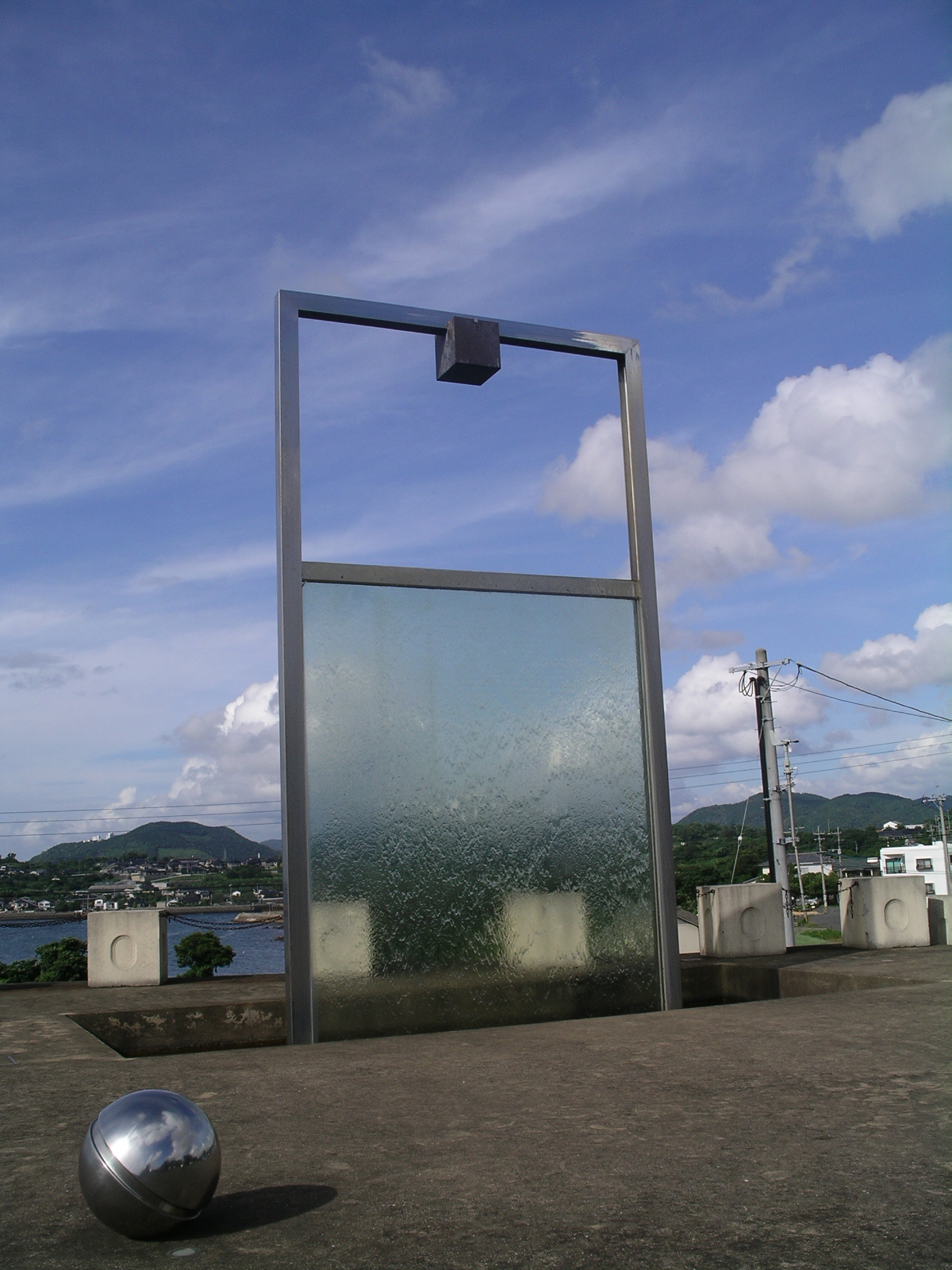
水俣病資料館前的紀念雕塑

## 病徵
水俣病實際為有機水銀中毒，分為急性、亞急性、慢性、潛在性和胎兒性等多种类型。患者手足麻痺，甚至步行困難、運動障礙、失智、聽力及言語障礙；重者例如痙攣、神經錯亂，最後死亡，至今仍無有效的治療法。
發病起三個月內約有半數重症者死亡，孕妇和胎儿亦会受到影响。

## 原因
1932年，窒素株式会社在熊本縣水俁市的化學工廠生產氯乙烯與醋酸乙烯，其製程中需要使用含汞的催化劑。該工廠為節省成本，將未經處理的含汞毒廢水在完全沒有任何化學過濾的情況下排入水俣灣，這些含汞的劇毒物質流入近海並被魚蝦所吸收，進而在生物體內轉化成甲基氯汞（化學式CH3HgCl）与二甲汞（化學式(CH3)2Hg）等有機汞化合物。
當人類捕食海中生物後，甲基汞等有機汞化合物進入人體，被腸胃吸收、造成生物累積，隨後侵害人體腦部和身體的其他部分。

## 發現經過

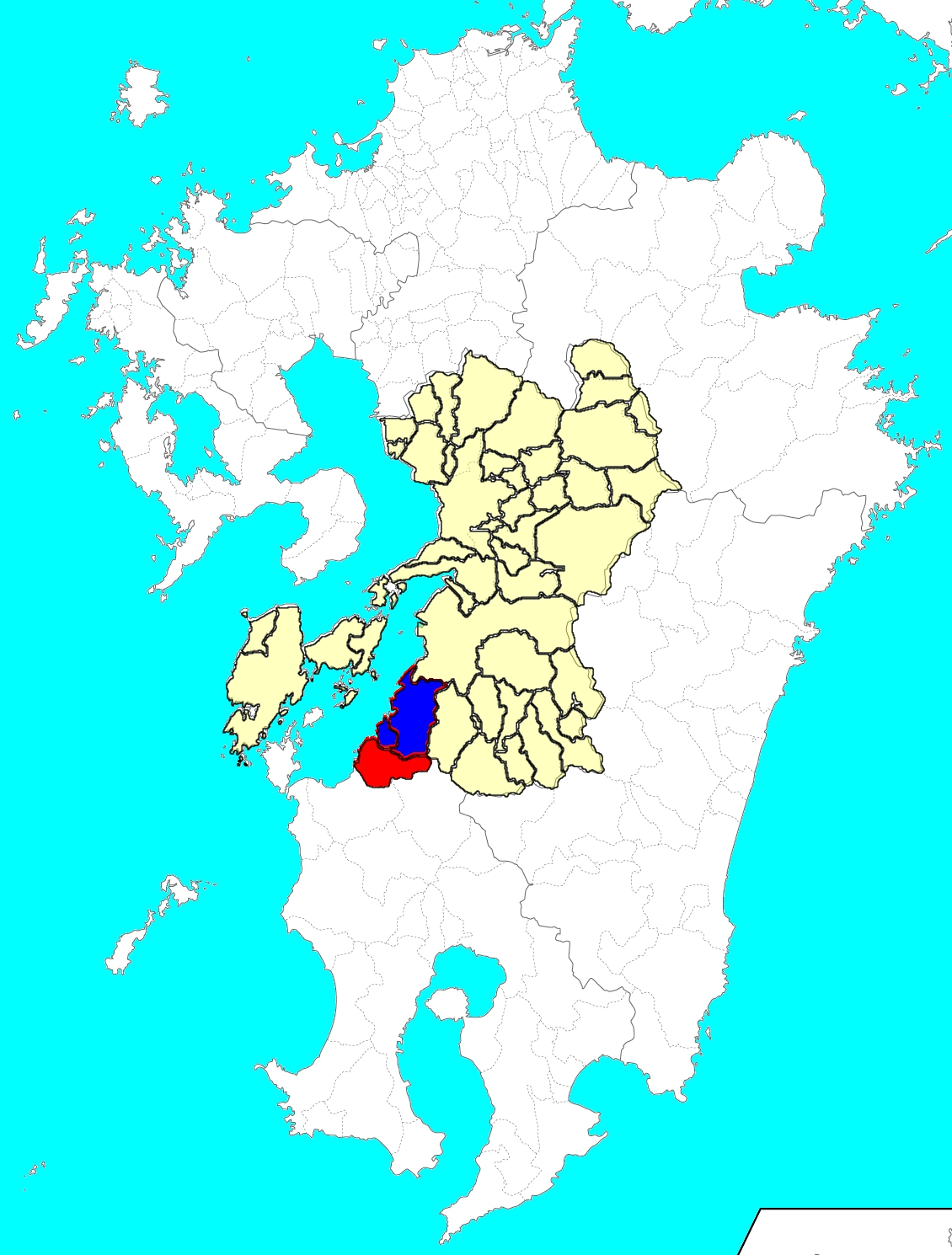
紅：水俣市，藍：葦北郡，淡黄色：熊本縣其他區域。

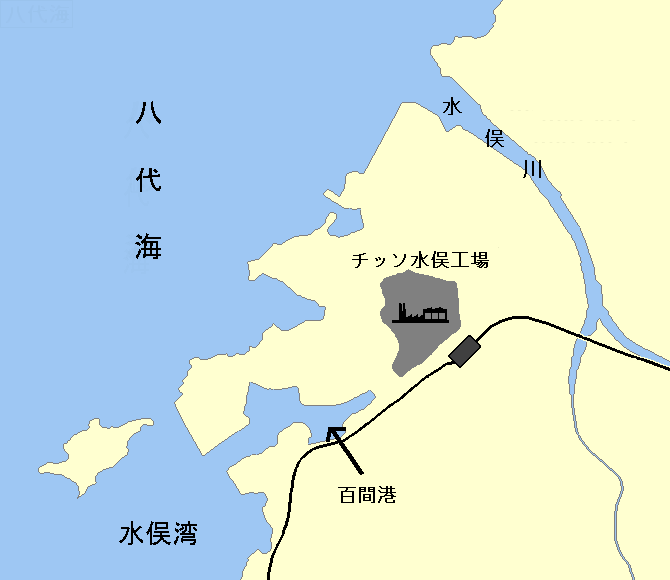
水俣湾與水俣工場的位置關係。

1950年，有大量的海魚成群漂浮在水俣湾海面並任人網捕，海面上常見死魚和海鳥屍體。水俁市的漁獲量開始銳減，在幾年間大減八成，由1950年的12萬噸跌至1956年的2.5萬噸。
1952年，水俁當地的許多貓隻出現不尋常現象，例如走路顛顛跌跌、抽搐痙孿、流口水，甚至時不時發足狂奔或原地打轉，當地居民稱「貓舞病」或「怪病」。1953年1月，有貓發瘋打轉後跳海自殺，但當時尚未引起注意；一年內，投海自殺的貓總數達五萬多隻，周圍漁村的貓幾乎絕跡，接著狗和豬也發生了類似的發狂狀況。
1956年4月21日，人類亦被確認發生同樣的症例，來自入江村的小女孩田中靜子成為第一位患病者，出現了關節變形、渾身抽搐的症狀，被送至窒素株式会社附屬醫院，但病況急速惡化，一個月後雙眼失明，全身痙攣，不久後死亡。死者的兩歲妹妹田中實子也罹患相同的病症，不久又發現許多村民都有類似問題，且患者多為漁民家庭出身。病徵輕則口齒不清、步履瞞珊、面部痴呆、手足麻痹、移動困難、感覺障礙、視覺喪失、身體震顫、手足變形，聽力、視覺、言語失能，重則神經失常，或酣睡，或興奮，全身痙攣、神經錯亂，身體彎弓高叫，直至死亡。
醫師細川一認為事態嚴重，向官方提出正式報告，並將這種怪病稱為「水俁奇病」。日本學者在1956年8月發現水俁灣的海水中有污染物質，因此研究人員調查的矛頭指向窒素株式会社。此事造成水俁近海的魚貝類價值一落千丈，多為漁民的水俁居民由於陷入貧困，反而大量食用滯銷的有毒魚貝，使得災情擴大，该鎮的四萬居民先後有一萬人具不同程度的病狀。
1957年8月，成立水俁病患者家庭互助會。1959年，熊本大學醫學部水俁病研究班發表研究報告，指出水俁病之原因是當地窒素株式会社工廠所排出的有機汞，在1932至1968年間有數百噸的汞被排入水俁灣。1959年底，漁民開始向窒素株式会社進行示威抗議。
1960年，正式將「甲基汞中毒」所引起的工業公害病定名為「水俁病」。然而，新日本窒素肥料立即否認此調查結果，并回應稱該工廠的製造過程只使用了無機的金屬汞，並未使用有機的甲基汞，因此不可能是水俁病的來源。工廠對事件的處理相當消極，不但沒有停止排放污水，還企圖掩蓋真相，阻撓相關的調查研究，甚至買通打手以暴力嚇阻；美國攝影師尤金·史密斯被日本窒素公司所雇的暴民殴打，以至一目失明。
日本官方於1968年左右才確認兩者之間的關係，但數年的遲誤已造成災害進一步擴大。1973年，法院判決窒素株式会社必須立即付出相當於3,200萬美元的賠償金，而被認定為水俁病的患者可從政府及新日本窒素肥料公司申請相關醫療費用的補償。该事件被认为是歷史上最嚴重的工业灾难之一，窒素株式会社在兩年內一共賠付了八千萬美元。至1997年10月，由官方所認定的受害者高達12,615人，當中有1,246人已死亡。
尽管水俣病的醫學發現源自水俣市，但如今的水俣市已成為一座环保城市，当地自1997年起也不再限制捕捞和食用本地海鲜。

## 新潟水俁病
1966年，新潟縣爆發水俁病，史稱「第二水俁病」，禍首為「昭和電工株式會社」（後更名為「Resonac控股」），該企業企圖逃避責任，但新潟市民對昭和電工不負責任的態度極為不滿，展開激烈的示威抗爭。
1967年，新潟市民正式向法院提出控訴，纏訟數年後，法院在1971年做出判決，昭和電工敗訴並要負賠償責任。新潟的水俁病受害者又主動與水俁市的苦主聯手控告新日本窒素肥料公司，法院於1973年判決窒素肥料必須立即支付相當於3,200萬美元的賠償金，被認定罹患水俁病的患者還可從政府及窒素肥料申請相關醫療費用，窒素肥料在兩年內一共賠付了8,000萬美元。由於病情認定是由政府負責，也產生了是否有商界干涉政治的疑問及批判。

## 水俁病發生區域
- 1956年日本熊本縣水俁市周邊（八代海沿岸）。
- 1964年日本新潟縣阿賀野川流域以外 - 河流上流的乙醛工場排出未經處理的含有有機汞化物的廢水引起。[來源請求]

- 1990年代南美洲亞馬遜河 - 當地金礦山開採時所流出的有機水銀所致。[來源請求]

## 水俁病相關文學作品
- 石牟禮道子《苦海淨土》
- Eugene Smith[MINAMATA]
- 《官僚们的夏天》第六话间接提到水俣病。
- 2020年上映電影（Minamata）中，尊尼·特普飾演尤金·史密斯，該片改編自史密斯的妻子所寫書籍。